# Gezonter Ohrlappenpilz
Der Gezonte Ohrlappenpilz (Auricularia mesenterica) ist eine Pilzart der Tremellomycetidae aus der Gattung der Ohrlappenpilze (Auricularia).

## Merkmale

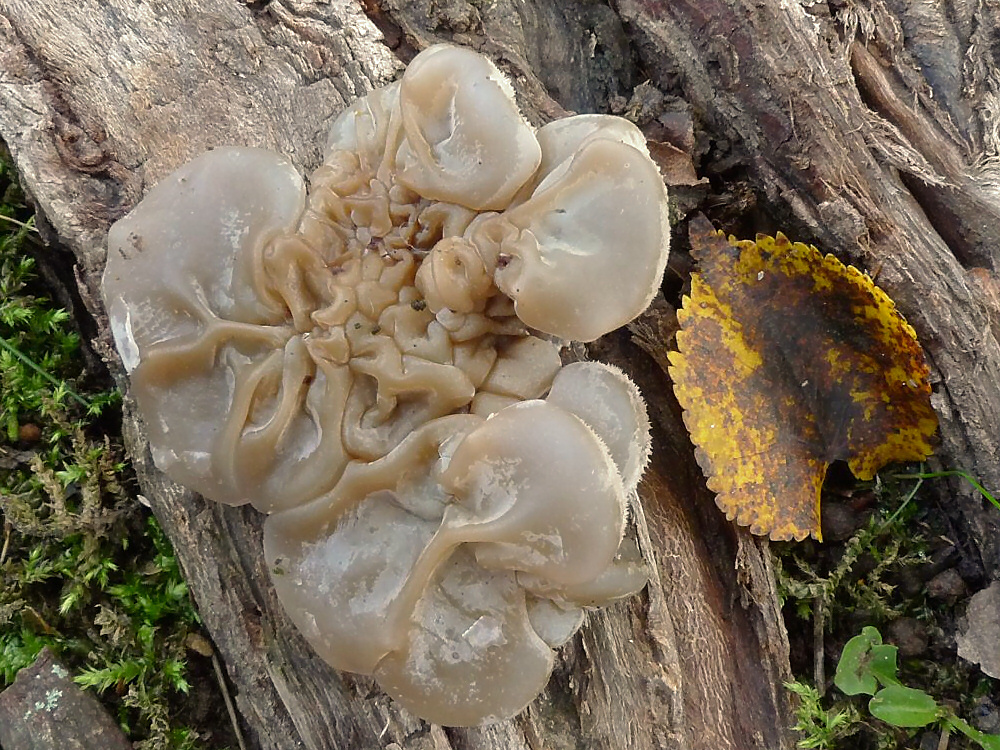
Unterseite eines Fruchtkörpers mit den am Rand typisch gelappten Strukturen.

Der Pilz hat ca. 2–4 mm dicke Fruchtkörper mit einer jung grauen bis bläulichen und älter braunen, purpur bereiften Unterseite. Das Hymenium ist unregelmäßig aderig gefaltet. Die Oberseite der Fruchtkörper ist hellgrau bis bräunlich, bunt gezont und striegelig-filzig behaart; besonders zur Anwachsstelle hin kann sie durch Algen grünlich verfärbt sein. Die dachziegelartig über- und nebeneinander wachsenden Fruchtkörper liegen entweder flach am Substrat an und haben abstehende Ränder oder sind muschelartig geformt. Im feuchten Zustand haben sie eine gallertig aufgequollene Konsistenz, bei Trockenheit sind sie hornartig hart.

## Ökologie
Der Gezonte Ohrlappenpilz ist ein Schwächeparasit oder Saprophyt (Weißfäulerreger) an Laubhölzern. Hauptsubstrat (in Deutschland) sind Pappel und Esche, in höheren Lagen auch Buche. Hauptlebensraum des Gezonten Ohrlappenpilzes sind naturnahe Auwälder, Flussniederungen und Schluchtwälder; er kommt auch in entsprechenden Pappelpflanzungen vor. Die Fruchtkörper erscheinen bei entsprechender Witterung das ganze Jahr über.

## Verbreitung
Der Gezonte Ohrlappenpilz ist offenbar kosmopolitisch verbreitet. Er wird in Europa nach Norden hin seltener. Er ist wärmeliebend und kommt in Deutschland vor allem in den Flusstälern Süd- und Westdeutschlands vor.

## Bedeutung
Kein Speisepilz, tritt als Schadpilz nicht in Erscheinung.